# Werner Kiem
Werner Kiem (Bolzano, 30 de noviembre de 1962) es un deportista italiano que compitió en biatlón.
Participó en los Juegos Olímpicos de Calgary 1988, obteniendo una medalla de bronce en la prueba de relevos. Ganó una medalla de bronce en el Campeonato Mundial de Biatlón de 1986.

## Palmarés internacional
| Juegos Olímpicos   | Juegos Olímpicos | Juegos Olímpicos  | Juegos Olímpicos |
| Año                | Lugar            | Medalla           | Prueba           |
| ------------------ | ---------------- | ----------------- | ---------------- |
| 1988               | Calgary (Canadá) | Medalla de bronce | Relevos          |
| Campeonato Mundial |                  |                   |                  |
| Año                | Lugar            | Medalla           | Prueba           |
| 1986               | Oslo (Noruega)   | Medalla de bronce | Relevos          |